# Византијска војска (Палеолози)
Византијска војска династије Палеолога (1258-1453) била је заснована на феудалним одредима пронијара (чији је број постепено опадао са смањивањем територије Царства) и одредима страних најамника (Алана, Срба, Италијана, Шпанаца и Турака). Њена јачина постепено је опадала, од преко 20.000 у време обнове Византијског царства (1261), до једва 5.000 у време пада Цариграда (1453).

## Позадина
Уздизање династије Палеолога (1258-1453) значило је победу вишег византијског племства. Процес феудализације узима новог маха и у 14. веку достиже свој врхунац. Световни и духовни велепоседници повећавају своја имања као и број својих парика, добијају све далекосежније привилегије и често уживају потпуни имунитет. Напротив, сељачки посед па чак и непривилеговани посед нижег племства све више опада, губећи земљу, а и радну снагу у корист велепоседника. То утолико пре што су само велики и богати поседи у стању да преживе честа разарања непријатељских најезди. Порески приходи све више се смањују, чему доприносе и све горе злоупотребе пореских чиновника.
Слично осталим велепоседима, и проније стичу нове привилегије. Иако пронија представља условно (везано за војну службу) и првобитно само доживотно власништво, пронијари све чешће добијају право да пренесу своје поседи и приходе на своје наследнике. Већ је Михаило VIII, приликом доласка на престо, претворио проније својих присталица у наследне поседе. Временом ова пракса узима маха, иако пронија остаје везана за обавезу војне службе која се наслеђује са поседом и не сме се отуђивати.

## Врхунац (1261-1282)
Недовољна ефикасност система проније у доба Палеолога очито се огледа у томе што се сада византијска војска не само већим делом, као у доба Комнина, него скоро искључиво састоји од страних најамника. То је пак за државу представљало тешко финансијско оптерећење. Издржавање многобројних најамничких трупа, које су захтевали велики војни и политички подухвати Михаила VIII, финансијски је упропастило Византију. Нема сумње да су византијске трупе за време Михаила VIII бројале више десетина хиљада: 1263. је на Пелопонезу ратовало 6.000 коњаника, а 1279. у једном походу у Бугарској учествовало је 10.000 војника. У поређењу са приликама средњовизантијског доба, па чак и епохе Комнина, то су доста скромни бројеви. Али за осиромашену позновизантијску државу ова војска са својим најамничким трупама представљала је управо неподношљив терет.

## Опадање (1282-1371)
Војни контингенти морали су знатно да се смање, што је Андроник II и учинио, и то чак са претераним радикализмом. Издржавања флоте, која је захтевала нарочито велике издатке, он се потпуно одрекао, уздајући се у савез са Ђеновљанима: тако је Византија постала зависна од Ђенове не само у привредном него и у војничком погледу. Копнену војску Андроник II је толико смањио, да је она, како тврде савременици, служила за потсмех или чак уопште није постојала. Наравно, то су преувеличавања, али је на византијско становништво оставила мучан утисак превелика разлика између импозантне војске Михаила VIII и више но скромних војних снага његових наследника. Заиста, од краја 13. века ретко наилазимо у Византији војску која броји више од неколико хиљада људи. Сама ова чињеница довољно објашњава зашто је Византија изгубила положај велике силе и зашто није била у стању да се одупре далеко надмоћнијим османлијским снагама.
Мерама штедње и повећањем пореза Андроник II повећао је државне приходе на 1.000.000 перпера Војни буџет био је делом одређен за плаћање данка моћнијим суседима, а делом за одржавање флоте од 20 тријера и војске од 3.000 коњаника, од којих је 2.000 било стационирано на Балкану, а 1.000 у западној Малој Азији.

## Византија као вазал Османлија (1371-1453)
Турска победа на Марици (1371) имала је за Византијско царство, иако оно у борби није учествовало, тешке и далекосежне последице. Убрзо после маричке битке Византија је доспела у вазалну зависност од Османлијског царства и обавезала се на плаћање данка и давање војне помоћи султану: према Халкокондилу, данак је утврђен у висини од 30.000 златника годишње, а византијски помоћни одред бројао је, према Сфранцесу, 12.000 пешака и коњаника. Немајићи довољно војника, цар Манојло II Палеолог је одмах после смрти деспота Србије покојног Угљеше решио да свим манастирима одузме половину њихових поседа и да их подели пронијарима, да би појачао одбрану земље од врло тешке и дуге турске навале.